# رانکو پوپوویچ
رانکو پوپوویچ (صربی: Ranko Popović؛ زادهٔ ۲۶ ژوئن ۱۹۶۷) بازیکن سابق و مربی فوتبال اهل صربستان است.سرمربی فعلی باشگاه فوتبال کاشیما آنتلرز ژاپن است.
از باشگاه‌هایی که در آن بازی کرده‌است می‌توان به باشگاه فوتبال اشتورم گراتس، باشگاه فوتبال آلمریا، و باشگاه فوتبال پارتیزان اشاره کرد.